# Lioptilodes limbani
Lioptilodes limbani là một loài bướm đêm thuộc chi Lioptilodes, có ở Bolivia và Peru. Loài bướm này bay vào tháng 4 và tháng 5, và có sải cánh khoảng 25 milimét.